# Gary Brabham
Gary Thomas Brabham (Wimbledon, Londres, Inglaterra, Reino Unido; 29 de marzo de 1961) es un expiloto de automovilismo de velocidad australiano. Tuvo un breve pasaje por Fórmula 1 en 1990, y ganó las 12 Horas de Sebring de 1991. Es hijo de Jack Brabham y hermano de los pilotos Geoff y David.

## Carrera deportiva
Corrió en la Fórmula Ford Australiana en 1982. Luego se mudó a Europa a disputar la Fórmula 3 Británica, resultando quinto en 1986, sexto en 1987 y subcampeón en 1988 con cuatro victorias. En 1987 corrió además los 1000 km de Bathurst con un BMW M3 oficial junto a Juan Manuel Fangio II
En 1989 ganó la Fórmula 3000 Británica con cuatro victorias y siete podios en nueve carreras. En tanto, corrió la Fórmula 3000 Internacional, obteniendo un quinto puesto en Brands Hatch, y finalizó 13.º en las 24 Horas de Le Mans con un Porsche 962C del equipo Schuppan..
Por otra parte, el piloto acabó quinto en el Gran Premio de Macao de Fórmula 3 de 1988 y sexto en 1989.
En 1990, Brabham disputó la preclasificación para dos carreras de Fórmula 1 con el equipo Life. Las malas prestaciones del auto hizo que llegue a girar 15 segundos más lento que el McLaren de Ayrton Senna.
El australiano siguió en la Fórmula 3000 Internacional, donde obtuvo dos terceros puestos para acabar undécimo en el campeonato. Más tarde, acabó cuarto en los 500 km de Eastern Creek junto a David Brabham a los mandos de un Ford Sierra del equipo de Paul Morris.
En 1991 obtuvo la victoria absoluta en las 12 Horas de Sebring de 1991 con un Nissan NPT-90 oficial, acompañado de Geoff Brabham y Derek Daly. Además corrió los 1000 km de Bathurst junto a Steve Millen al volante de un Ford Sierra del equipo de Allan Moffat. En 1992 disputó los 1000 km de Bathurst nuevamente con un Ford Sierra de Moffat, esta vez junto a Charlie O'Brien.
En 1993 y 1994, el piloto disputó el Gran Premio de Surfers Paradise de la CART. Finalmente se retiró en 1995 y fundó una escuela de jóvenes pilotos.

## Vida privada
En 2016, Brabham fue declarado culpable de violar a una niña de seis años.

## Resultados

### Fórmula 1
(Clave) (negrita indica pole position) (cursiva indica vuelta rápida)

| Año     | Escudería           | 1        | 2        | 3   | 4   | 5   | 6   | 7   | 8   | 9   | 10  | 11  | 12  | 13  | 14  | 15  | 16  | Pos. | Puntos |
| ------- | ------------------- | -------- | -------- | --- | --- | --- | --- | --- | --- | --- | --- | --- | --- | --- | --- | --- | --- | ---- | ------ |
| 1990    | Life Racing Engines | USA DNPQ | BRA DNPQ | SMR | MON | CAN | MEX | FRA | GBR | GER | HUN | BEL | ITA | POR | ESP | JPN | AUS | NC   | 0      |
| Fuente: |                     |          |          |     |     |     |     |     |     |     |     |     |     |     |     |     |     |      |        |